# ISO 1745:1975
ISO 1745:1975 é uma antiga definição Normas ISO de um protocolo de comunicações de base que fez uso de não-imprimíveis (C0) caractere de controle reservados para "funções de controle de transmissão" em ASCII, ECMA-48 e normas relacionadas. Unicode, que deriva de ASCII, ainda reserva esses pontos de código de caracteres de controle, mas não define os protocolos para a sua utilização. 
ECMA-048 diz, utilize um dos seguintes caracteres, é definido na norma ISO 1745: 
| UNICODE | ASCII | Descrição                 |
| ------- | ----- | ------------------------- |
| U+0001  | SOH   | START OF HEADING          |
| U+0002  | STX   | START OF TEXT             |
| U+0003  | ETX   | END OF TEXT               |
| U+0004  | EOT   | END OF TRANSMISSION       |
| U+0005  | ENQ   | ENQUIRY                   |
| U+0006  | ACK   | ACKNOWLEDGE               |
| U+0010  | DLE   | DATA LINK ESCAPE          |
| U+0015  | NAK   | NEGATIVE ACKNOWLEDGE      |
| U+0016  | SYN   | SYNCHRONOUS IDLE          |
| U+0017  | ETB   | END OF TRANSMISSION BLOCK |

O texto do ISO 1745:1975 não está disponível gratuitamente. O protocolo que define parece ser pouco utilizado.